# Asperisporium
Asperisporium is een geslacht van schimmels dat behoort tot familie Mycosphaerellaceae. De typesoort is Asperisporium caricae.

## Soorten
Volgens Index Fungorum telt het geslacht 15 soorten (peildatum april 2024):
| Soortnaam                        | Auteur(s)                            | Publicatiejaar |
| -------------------------------- | ------------------------------------ | -------------- |
| Asperisporium acori              | Tehon                                | 1948           |
| Asperisporium asclepiadis        | (Ellis & Everh.) Deighton            | 1976           |
| Asperisporium caricae            | (Speg.) Maubl.                       | 1913           |
| Asperisporium caricicola         | Crous & C. Nakash.                   | 2015           |
| Asperisporium cassiae            | (Syd.) Deighton                      | 1976           |
| Asperisporium galactiae          | A. Hern.-Gut., Z.M. Chaves & Dianese | 2015           |
| Asperisporium gnaphaliatum       | (Bonar) U. Braun                     | 2000           |
| Asperisporium mikaniigena        | (J.M. Yen & Lim) R.W. Barreto        | 1995           |
| Asperisporium minutulum          | (Sacc.) Deighton                     | 1976           |
| Asperisporium moringae           | (Thirum. & Govindu) Deighton         | 1976           |
| Asperisporium musicola           | Matsush.                             | 1975           |
| Asperisporium pongamiae-pinnatae | Khawar, A. Kumar, Bhat & C. Nakash.  | 2012           |
| Asperisporium rafinesquiae       | (Harkn.) U. Braun & Crous            | 2007           |
| Asperisporium robur              | (Tho) U. Braun & Melnik              | 1996           |
| Asperisporium vasconcelliae      | (Speg.) U. Braun                     | 2000           |